# Мейер, Иван Карлович
Иван Карлович Мейер (1863, Саратовская губерния — 9 марта 1917, Петрозаводск) — русский врач, первый профессиональный психиатр г. Петрозаводска и Олонецкой губернии, заведующий психиатрическим отделением Петрозаводской губернской земской больницы, преподаватель Петрозаводской фельдшерско-акушерской школы. Коллежский советник. Учредитель Общества врачей Олонецкой губернии.

## Биография
Родился в Саратовской губернии в семье управляющего имением в 1854, по другим данным в 1863 г.
В 1885 г. окончил гимназию, поступил на медицинский факультет Казанского университета, окончил его в 1890 г. Был участником революционного движения студентов.
Работал в клинике профессора А. Г. Ге, затем в клинике В. М. Бехтерева, ординатор. С 1893 г. — старший врач приюта душевнобольных Пермского губернского земства, построил здание новой психлечебницы в г. Перми. Ушел с должности из-за конфликта с властями, отказавшись кормить больных испорченной мукой.
С 1901 г. — заведующий психиатрическим отделением Олонецкой губернской земской больницы.
И. К. Мейер заложил основы реабилитации психически больных в Олонецкой губернии, один из родоначальников трудотерапии для душевнобольных: в больнице были созданы большое подсобное хозяйство, ткацкая и горшечная мастерские, оранжерея, где работали больные. Провёл первую перепись душевнобольных Олонецкой губернии. Преподавал в фельдшерско-акушерской школе венерические, эпидемические болезни и уход за больными.
Был спортсменом, в г. Петрозаводске занимался яхтенным спортом.
Скончался 9 марта 1917 г., похоронен в г. Петрозаводске

## Интересные факты
Коллекция столовых приборов И. К. Мейера хранится в фондах Национального музея Республики Карелия.